# Vianen
Vianen (nizozemska izgovorjava: [viˈjaːnə(n)] () je mesto in nekdanja občina v osrednji Nizozemski, v provinci Utrecht. Nahaja se južno od reke Lek. Pred letom 2002 je bil del province Južna Holandija. Vianen sestavljajo zgodovinsko mestno jedro, ki sega v srednjeveško obdobje in je bilo nekoč obdano z obrambnim obzidjem (katerih deli še danes stojijo) in jarkom, ter obsežnejše sodobne stanovanjske zgradbe na vzhodu, jugu in jugozahodu. in industrijsko in trgovsko območje. Vianen sekata dve veliki avtocesti, ki vodita do Utrechta: A2 (Amsterdam-Maastricht) in A27 (Breda-Almere). Obe cesti sta v bližini mesta Vianen znana po prometnih konicah. Občina je bila 1. januarja 2019 združena z občinama Leerdam in Zederik. Ime nove občine je Vijfheerenlanden, ki je del province Utrecht.

## Zgodovina mesta Vianen
Na območju današnjega mesta nastane stalna naselbina šele okoli leta 1000 našega štetja. Mesto leži na strateško pomembnem mestu ob reki Lek. Potem ko so Kromme Ren leta 1122 zajezili pri Wijk bij Duurstede, so morale ladje za Utrecht mimo Vianena. Konjska tržnica Vianen poteka že od leta 1271 v sredo pred drugim četrtkom v oktobru. 
Leta 1336 sta Viljem Duivenvoordski, graditelj Vianena, in njegova žena Heilwich Vianenska Vianenu podelila prve mestne pravice. Viljem je zgradil Vianen kot utrjeno mesto. Vianen je uspeval pod gospodi Brederodskimi, ki so svoje gospostvo pridobili s poroko Walravena I. Brederodskega leta 1414. Vianen so spremenili v cvetoče mesto, ki je bilo hkrati tudi država. Družina Brederodskih je pripadala glavnemu plemstvu Nizozemske in je igrala pomembno vlogo v zgodovini Nizozemske. Leta 1679 je umrl Volfert Brederodski, zadnji moški potomec družine in zadnji gospod Brederodski. Gospostvo Vianen je podedovala nemška plemiška hiša Lippe. Leta 1696 je grad Batestein zgorel, Hofpoort je vse, kar je ostalo od njega. Leta 1725 so Vianen kupili Deželni stanovi Holandije in Zahodne Frizije za znesek 898.200 guldnov.
Približno 70 let kasneje, po razglasitvi Batavske republike leta 1795, je Vianen postal del province Nizozemske. Do leta 1795 je tvorilo samooklicano suvereno gospostvo, vključno z Vianenom, Lexmondom, Hei- en Boeicopom in Meerkerkom. V srednjem veku je bil Vianen kot "svobodno mesto" lahko zatočišče za prestopnike in pobegle podložnike. Od treh gradov, zgrajenih v zgodovini mesta, je grad Batestein veljal za enega najlepših na Nizozemskem. Njegovi edini ostanki so opečnata vrata in vodna črpalka iz 17. stoletja. Ostanki starega mestnega obzidja so vidni obrobni deli starega mestnega jedra.
Vianen vsako leto oktobra praznuje svoje mestne pravice s konjsko tržnico. Poleg konj so na ta dan tudi druge dejavnosti, kot so sejem in tržnica ter tradicionalne nizozemske igre.

## Pomembni prebivalci
- Franc Brederodski (1465 - 1490), vojskovodja
- Nicolaj Heinsius starejši (1620-1681), klasični učenjak in diplomat
- Marija Adrienne Françoise de Noailles, markiza de La Fayette (1759–1807), poročena s francoskim generalom markizom de Lafayette, je leta 1799 živela v Vianenu, ko je bil njen mož izpuščen iz zapora v Prusiji, vendar se mu ni dovolilo vrniti v Francijo.
- Ridouan Taghi (rojen 1977), maroško-nizozemski kriminalec, je v otroštvu živel v Vianenu, preden je postal vodja maroške mafije .
- Joaquín Martínez (1930 - 2012), mehiški filmski in televizijski igralec, živel v Everdingenu [2]